# 富山県の資格者配置路線
富山県の資格者配置路線（とやまけんのしかくしゃはいちろせん）とは、交通誘導警備業務に関し、道路又は交通の状況により、富山県公安委員会が道路における危険を防止するため必要と認める路線である。当該路線で交通誘導警備業務を実施するにあたっては、交通誘導警備業務を実施する場所ごとに、交通誘導警備業務1級検定又は2級検定の合格証明書の交付を受けた警備員を1名以上配置しなければならない。

## 告示・施行
- 2006年9月28日：告示　　富山県公安委員会告示第45号
- 2007年4月1日：施行
- 2014年10月1日:施行

## 路線一覧
|   | 路線名                   | 区間                             |
| - | ------------------------ | -------------------------------- |
| 1 | 国道8号                  | 富山県の全域                     |
| 2 | 国道41号                 | 富山県の全域                     |
| 3 | 国道156号                | 富山県の全域                     |
| 4 | 国道160号                | 富山県の全域                     |
| 5 | 主要地方道富山立山公園線 | 立山有料道路を除く富山県内の区域 |
| 6 | 国道415号                | 富山県の全域                     |